# ネルソン・ディーバ
ネルソン・ディーバ（Nelson Dieppa Gerena、1971年2月25日 - ）は、プエルトリコの男性プロボクサー。元WBO世界ライトフライ級王者。

## 来歴
アマチュア時代の1991年にシドニーで行われたAIBA世界ボクシング選手権とハバナで行われたパンアメリカン競技大会でいずれも銅メダルを獲得した。1992年にバルセロナオリンピックに出場するも1回戦で敗退した。
1993年2月13日、プロデビューを果たし初回TKO勝ちで白星でデビューを飾る。
1994年7月22日、カルロス・バーニエルと対戦し、2回TKO勝ち。
1995年4月13日、ヒポリト・サウセドと対戦し6回引き分け。
1996年6月1日、FECARBOXフライ級王者パブロ・ティズナトと対戦し6回KO勝ちで王座獲得に成功した。
1997年6月7日、ケニー・ベリオスと対戦し8回判定勝ち。
1998年2月13日、元WBA世界ライトフライ級王者カルロス・ムリーリョと対戦しキャリア初黒星となる10回1-2(2者が94-95、97-94)の判定負け。
1999年3月27日、ラモン・ホセ・フルタドと対戦し3回2分40秒TKO勝ち。
2000年7月22日、フロリダ州マイアミのアメリカン・エアラインズ・アリーナでWBO世界ライトフライ級王座決定戦をウィル・グリッグスピーと行い、12回0-3(112-116、2者が113-115)の判定負けで王座獲得に失敗したかに見えたが、試合後に行われたドラッグ検査でマリファナの陽性反応がグリッグスピーから検出したため王座に認定せず無効試合に変更された。
2001年4月14日、ニューヨークのマディソン・スクエア・ガーデンでWBO世界ライトフライ級王座決定戦をアンディー・タバナスと行い11回2分24秒KO勝ちで晴れて王座獲得に成功した。
2001年9月29日、マディソン・スクエア・ガーデンで2階級制覇を狙う元IBF世界ミニマム級王者ファーラン・サックリンと対戦し12回3-0(119-109、2者が118-110)の判定勝ちで初防衛に成功した。
2002年8月24日、ジョン・アルベルト・モリーナと対戦し2回負傷判定で規定により引き分けに終わるが2度目の防衛に成功した。
2004年3月20日、WBO世界ライトフライ級暫定王者ケルミン・グアルディアと対戦し初回1分59秒KO勝ちで3度目の防衛に成功した。
2004年7月30日、後のIBF世界ライトフライ級王者ウリセス・ソリスと対戦し12回2-0(2者が120-108、114-114)の判定勝ちで4度目の防衛に成功した。
2005年1月29日、元WBO世界ミニマム級王者アレックス・サンチェスと対戦。2階級制覇を狙うサンチェスと安定政権のデイーバによる死闘になり11回2分15秒KO勝ちで5度目の防衛に成功した。
2005年4月30日、ウーゴ・カサレスと対戦し10回2分15秒0-3(92-98、2者が94-96)の負傷判定負けで6度目の防衛に失敗し王座から陥落した。
2006年9月30日、ウーゴ・カサレスとリマッチを行ったが2回にダウンを奪われるなど一方的にカサレスに試合を有利に進められ10回2分17秒TKO負けで1年5か月振りの王座返り咲きに失敗した。
2007年3月23日、元IBF世界ミニマム級王者でWBAフェデラテンライトフライ級王者ダニエル・レイジェスと対戦し12回1-2(115-113、2者が113-115)の判定負けで王座獲得に失敗した。
2008年2月23日、WBAフェデボルライトフライ級王者アレックス・サンチェスと2度目の対戦。前回とは違って一方的に試合を優位に進め9回終了時棄権で王座獲得に成功した。
2008年4月5日、WBO世界ライトフライ級王者イヴァン・カルデロンと対戦。カルデロンのスピードについていけず12回0-3(3者ともに108-120)の判定負けで3年振りの王座返り咲きに失敗した試合を最後に現役を引退した。

## 獲得タイトル
- FECARBOXフライ級王座
- 第12代WBO世界ライトフライ級王座（防衛5）
- WBAフェデボルライトフライ級王座